# Bilan saison par saison des Ducks d'Anaheim
Pour un article plus général, voir Ducks d'Anaheim.
Les Ducks d'Anaheim sont une franchise de la Ligue nationale de hockey (LNH) depuis l'expansion de la Ligue en 1993. Cette page retrace les résultats de l'équipe depuis cette première saison que ce soit sous son nom actuel ou sous son ancien nom des Mighty Ducks d'Anaheim.

## Résultats
| Saison            | PJ             | V              | D              | N              | DP             | DTB            | BP             | BC             | Pts            | Classement             | Séries éliminatoires                                                            | Entraîneur                      |
| ----------------- | -------------- | -------------- | -------------- | -------------- | -------------- | -------------- | -------------- | -------------- | -------------- | ---------------------- | ------------------------------------------------------------------------------- | ------------------------------- |
| 1993-1994         | 84             | 33             | 46             | 5              | —              | —              | 229            | 251            | 71             | 4e division Pacifique  | Non qualifiés                                                                   | Ronald Wilson                   |
| 1994-1995         | 48             | 16             | 27             | 5              | —              | —              | 125            | 164            | 37             | 6e division Pacifique  | Non qualifiés                                                                   | Ronald Wilson                   |
| 1995-1996         | 82             | 35             | 39             | 8              | —              | —              | 234            | 247            | 78             | 4e division Pacifique  | Non qualifiés                                                                   | Ronald Wilson                   |
| 1996-1997         | 82             | 36             | 33             | 13             | —              | —              | 243            | 233            | 85             | 2e division Pacifique  | 4-3 Coyotes 0-4 Red Wings                                                       | Ronald Wilson                   |
| 1997-1998         | 82             | 26             | 43             | 13             | —              | —              | 205            | 261            | 65             | 6e division Pacifique  | Non qualifiés                                                                   | Pierre Pagé                     |
| 1998-1999         | 82             | 35             | 34             | 13             | —              | —              | 215            | 206            | 83             | 3e division Pacifique  | 0-4 Red Wings                                                                   | Craig Hartsburg                 |
| 1999-2000         | 82             | 34             | 33             | 12             | 3              | —              | 217            | 227            | 83             | 5e division Pacifique  | Non qualifiés                                                                   | Craig Hartsburg                 |
| 2000-2001         | 82             | 25             | 41             | 11             | 5              | —              | 188            | 245            | 66             | 5e division Pacifique  | Non qualifiés                                                                   | Craig Hartsburg Guy Charron     |
| 2001-2002         | 82             | 29             | 42             | 8              | 3              | —              | 175            | 198            | 69             | 5e division Pacifique  | Non qualifiés                                                                   | Bryan Murray                    |
| 2002-2003         | 82             | 40             | 27             | 9              | 6              | —              | 203            | 193            | 95             | 2e division Pacifique  | 4-0 Red Wings 4-2 Stars 4-0 Wild 3-4 Devils                                     | Michael Babcock                 |
| 2003-2004         | 82             | 29             | 35             | 10             | 8              | —              | 184            | 213            | 76             | 4e division Pacifique  | Non qualifiés                                                                   | Michael Babcock                 |
| 2004-2005         | Saison annulée | Saison annulée | Saison annulée | Saison annulée | Saison annulée | Saison annulée | Saison annulée | Saison annulée | Saison annulée | Saison annulée         | Saison annulée                                                                  | Saison annulée                  |
| 2005-2006         | 82             | 43             | 27             | —              | 5              | 7              | 254            | 229            | 98             | 3e division Pacifique  | 4-3 Flames 4-0 Avalanche 1-4 Oilers                                             | Randolph Carlyle                |
| 2006-2007 Détails | 82             | 48             | 20             | —              | 4              | 10             | 258            | 208            | 110            | 1er division Pacifique | 4-1 Wild 4-1 Canucks 4-2 Red Wings 4-1 Sénateurs Vainqueurs de la Coupe Stanley | Randolph Carlyle                |
| 2007-2008         | 82             | 47             | 27             | —              | 1              | 7              | 205            | 191            | 102            | 2e division Pacifique  | 2-4 Stars                                                                       | Randolph Carlyle                |
| 2008-2009         | 82             | 42             | 33             | —              | 4              | 3              | 245            | 238            | 91             | 2e division Pacifique  | 4-3 Sharks 3-4 Red Wings                                                        | Randolph Carlyle                |
| 2009-2010         | 82             | 39             | 32             | —              | 3              | 8              | 238            | 251            | 89             | 4e division Pacifique  | Non qualifiés                                                                   | Randolph Carlyle                |
| 2010-2011         | 82             | 47             | 30             | —              | 3              | 2              | 239            | 235            | 99             | 2e division Pacifique  | 2-4 Predators                                                                   | Randolph Carlyle                |
| 2011-2012         | 82             | 34             | 36             | —              | 5              | 7              | 204            | 231            | 80             | 5e division Pacifique  | Non qualifiés                                                                   | Randolph Carlyle Bruce Boudreau |
| 2012-2013         | 48             | 30             | 12             | —              | 3              | 3              | 140            | 118            | 66             | 1er division Pacifique | 3-4 Red Wings                                                                   | Bruce Boudreau                  |
| 2013-2014         | 82             | 52             | 20             | —              | 2              | 6              | 266            | 209            | 116            | 1er division Pacifique | 4-2 Stars 3-4 Kings                                                             | Bruce Boudreau                  |
| 2014-2015         | 82             | 51             | 24             | —              | 2              | 5              | 236            | 226            | 109            | 1er division Pacifique | 4-0 Jets 4-1 Flames 3-4 Blackhawks                                              | Bruce Boudreau                  |
| 2015-2016         | 82             | 46             | 25             | —              | 7              | 4              | 218            | 192            | 103            | 1er division Pacifique | 3-4 Predators                                                                   | Bruce Boudreau                  |
| 2016-2017         | 82             | 46             | 23             | —              |                |                | 223            | 200            | 105            | 1er division Pacifique | 4-0 Flames 4-3 Oilers 2-4 Predators                                             | Randolph Carlyle                |
| 2017-2018         | 82             | 44             | 25             | —              |                |                | 235            | 216            | 101            | 2e division Pacifique  | 0-4 Sharks                                                                      | Randolph Carlyle                |
| 2018-2019         | 82             | 35             | 37             | —              |                |                | 199            | 251            | 80             | 6e division Pacifique  | Non qualifiés                                                                   | Randy Carlyle Robert Murray     |
| 2019-2020         | 71             | 29             | 33             | —              |                |                | 187            | 226            | 67             | 6e division Pacifique  | Non qualifiés                                                                   | Dallas Eakins                   |
| 2020-2021 Détail  | 56             | 17             | 30             | —              | 9              |                | 126            | 179            | 43             | 8e division Ouest      | Non qualifiés                                                                   | Dallas Eakins                   |
| 2021-2022 Détail  | 82             | 31             | 37             | —              | 14             |                | 228            | 266            | 76             | 7e division Pacifique  | Non qualifiés                                                                   | Dallas Eakins                   |
| 2022-2023 Détail  | 82             | 23             | 47             | —              | 12             |                | 206            | 335            | 58             | 8e division Pacifique  | Non qualifiés                                                                   | Dallas Eakins                   |
| 2023-2024 Détail  | 82             | 27             | 50             | —              | 5              |                | 203            | 293            | 59             | 7e division Pacifique  | Non qualifiés                                                                   | Greg Cronin                     |